# Rio Cireşu (Putna)
O Rio Cireşu é um rio da Romênia, afluente do Putna, localizado no distrito de Vrancea.